# Poenari (hrad)
Poenari je zřícenina středověkého hradu v župě Argeș ve Velkém Valašsku v Rumunsku. Hrad byl sídlem Vlada III. Draculy, který se stal předlohou hraběte Drákuly z románu Brama Stokera. 

## Historie
Hrad Poenari byl postaven valašskými panovníky kolem počátku 13. století. Stavitelem je uváděn legendární zakladatel Valašska, kníže Rudolf Černý (rumunsky Radu Negru).  Kolem 14. století byl hrad (tehdy známý jako hrad Arges) hlavní citadelou basarabských vládců. V následujících desetiletích se několikrát změnil název i obyvatelé, ale nakonec byl hrad opuštěn a zůstal v troskách.
V roce 1453 si však Vlad III. uvědomil potenciál hradu posazeného vysoko na strmém skalním srázu a nechal opravit a upevnit stavbu tím, že zotročil své nepřátele z řad šlechty podunajských knížectví Valašska. Přestože byl hrad po Vladově smrti v roce 1476 ještě mnoho let využíván, nakonec byl v první polovině 16. století opět opuštěn a v 17. století se nacházel v troskách.
Dne 13. ledna 1913 sesuv půdy způsobený zemětřesením strhl části hradu, které se zřítily do řeky daleko pod ním. Po dalších dvou zemětřeseních v letech 1940 a 1977, které způsobily další škody, byl mírně opraven a hradby a jeho věže stojí dodnes. Od roku 2009 je areál ve správě Argešského župního muzea.

## Replika
Menší replika hradu Poenari byla postavena v roce 1906 v Bukurešti v parku Carol. Původně byla postavena pro rumunskou Všeobecnou výstavu a je jedna z mála dochovaných památek a staveb, které se v parku nacházely. V současnosti stavba slouží jako sídlo Národního úřadu pro kult hrdinů a je přístupná veřejnosti pouze dvakrát do roka – na Den hrdinů, který je v Rumunsku totožný se Dnem nanebevstoupení Páně, a na Národní den rumunské armády (25. října).

## Pověsti
O hradu Poenari se v průběhu staletí zachovala řada legend a pověstí. Za komunistické éry v Rumunsku v rozpadlé stavbě občas nocovali zahraniční návštěvníci. Mezi nimi byl i manžel Fatimeh Pahlaví Vincent Lee Hillyer (1924–1999), který tvrdil, že v noci byla na hradě mnohem nižší teplota než obvykle (dokonce i v červenci), cítil zápach shnilých květin, ačkoli tam žádné nebyly, trpěl bizarními nočními můrami, nevysvětlitelně se nakazil keratózou a měl „neodbytný pocit“, že ho někdo sleduje, a byl pokousán, aniž by byl fyzicky napaden.

## V kultuře
Hrad Poenari není „Drákulův hrad“ ze slavného románu Brama Stokera Drákula. Bram Stoker o hradu Poenari nikdy neslyšel a nikdy se k němu ani nepřiblížil. Děj svého románu zasadil do severovýchodní Transylvánie, vzdálené přes 200 kilometrů. Indonésko-nizozemský spisovatel a ilustrátor Hans Corneel de Roos zjistil, že Stokerův vlastní rukopisný výzkum to potvrdil. Stoker si pro upíří pevnost vymyslel konkrétní místo v této odlehlé oblasti, holou, 2033 metrů vysokou horu v transylvánských Východních Karpatech (Tihuţský průsmyk) poblíž bývalé hranice s Moldavským knížectvím.